# Ненсі Керролл
Ненсі Керролл (англ. Nancy Carroll; нар. 19 листопада 1903 — пом. 6 серпня 1965) — американська акторка.

## Біографія
Ненсі Керролл, уроджена Енн Вероніка Лагіфф (англ. Ann Veronica Lahiff) народилася у Нью-Йорку. Акторську кар'єру вона почала з участі в бродвейських мюзиклах. З 1927 року вона почала регулярно з'являтися в німих фільмах, а кінокартина 1928 року «Легко прийшло, легко пішло» зробила Ненсі Керролл зіркою. Завдяки успіху в мюзиклах на Бродвеї, їй легко вдалося перейти у звукове кіно. За роль в одному з перших таких фільмів, «Диявольське свято» в 1930 році, акторку номіновали на премію «Оскар».
У 1930-ті роки Керролл працювала на «Paramount Pictures», з'явившись в картинах «Сміх» (1930), «Недоспівана колискова» (1932), «Спекотна субота» (1932) та «Обвинувачена» (1933). Згідно з контрактом зі студією, акторкаа могла відмовлятися від нецікавих для неї ролей, що вона часто і робила, заслуживши репутацію, примхливої акторки. В результаті студія не стала її довго терпіти і в середині 1930-х розірвала з нею контракт, незважаючи на те, що Керролл була однією з найпопулярніших акторок початку десятиліття, яка успішно справлялася з ролями, як в музичних комедіях, так і в драмах і мелодрамах. Після цього Керролл підписала чотирирічний контракт з «Columbia Pictures», але всі наступні фільми на цій студії вже не принесли їй ніякого успіху.
Бачачи свої невдачі на великому екрані, у 1938 році Ненсі Керролл покинула кінематограф. На початку 1950-х років вона відродила свою акторську кар'єру на телебаченні, де продовжувала працювати до 1963 року, знімаючись в різних телесеріалах. Незабаром після цього, 6 серпня 1965 року, Ненсі Керролл померла від серцевого нападу у віці 61 року. Її внесок у кінематограф був відзначений зіркою на Голлівудській алея слави.

## Вибрана фільмографія
- 1930 — Сміх / Laughter
- 1930 — Диявольське свято / The Devil's Holiday
- 1930 — Небезпечний рай / Dangerous Paradise